# Antonio Mompeón
Antonio Mompeón Motos, (Zaragoza, 1881 - Zaragoza, 17 de febrero de 1940) fue un periodista y político aragonés.
Sobríno de Antonio Motos Martínez, propietario del diario Heraldo de Aragón, entró a trabajar en el mismo y se convirtió en director-gerente en 1909. 
Fue también parte del Consejo Municipal de Zaragoza y director general de Estadística en la dictadura de Primo de Rivera. Posteriormente fue subsecretario de Instrucción Pública en el último gobierno de la dictablanda del general Dámaso Berenguer Fusté que precedió a la proclamación de la Segunda República Española. También fue senador del Senado de España por la provincia de Castellón de la Plana (1923).